# Assentament de tipus urbà
Un assentament de tipus urbà - SMT o PGT (en belarús: пасёлак гарадзкога тыпу, passiólak haradzkova typu o гарадзкі пасёлак, haradzkí passiólak; en rus: посёлок городско́го ти́па, possiólok gorodskovo tipa o пгт, pgt; en ucraïnès: cе́лище місько́го ти́пу, sélysxe myskoho typu; смт, smt) és un tipus de municipi especial introduït en el sistema territorial-administratiu de l'URSS el 1925.
D'acord amb un decret del Presídium del Soviet Suprem de l'RSS d'Ucraïna sobre l'estructura administrativa i territorial de la República (28 de juny de 1965), per exemple, un SMT és una zona poblada al voltant d'una planta industrial, algunes obres en construcció, un nus ferroviari, una institució educativa, un centre d'investigació, un sanatori, o un altre establiment mèdic o de convalescència que té habitatge estatal i més de 2.000 habitants, 60% dels quals són assalariats o membres de les seves famílies. En casos excepcionals, un SMT pot tenir menys de 2.000 habitants, si es creu que està en vies de desenvolupar-se cap a SMT regular. Els assentaments de tipus urbà es classifiquen en tres tipus: l'SMT de treballadors (no menys de 3.000 habitants), l'SMT balneari (no menys de 2.000) i l'SMT de masies (no més de 25% dels adults ocupats en l'agricultura).

## L'SMT a Ucraïna
El nombre de SMTs a Ucraïna s'ha incrementat de forma constant: el 1940 n'hi havia 459; el 1950, 478; el 1960, 823; el 1970, 861; el 1980, 901; i el 1990, 927.
El 28 de juliol de 2023, el parlament ucraïnès va aprovar una llei segons la qual els assentaments de tipus urbà es transformaven en ciutats, selyshcha (grans pobles) o pobles depenent de la seva població i el tipus d'edifici dominant.